# Сарненська єпархія УПЦ (МП)
Сарненська єпархія — єпархія УПЦ, яка об'єднує парафії й монастирі на території Березнівського, Володимирецького, Дубровицького, Зарічненського, Костопільського, Рокитнівського і Сарненського районів Рівненської області.
Кафедральне місто — Сарни. Кафедральні собори — Покровський (Сарни), Преображенський (Вараш).

## Історія
Створена 30 березня 1999 року рішенням синоду УПЦ (МП) виділенням зі складу Рівненської через велику кількість парафій, для зручності й більшої користі духовного окормлення. Від дня створення єпархією керує митрополит Анатолій (Гладкий).
Храми на території Сарненської єпархії в основному нові, побудовані на кошти прихожан.

## Монастирі
- Монастир на честь Волинської ікони Божої Матері в с. Серники (жіночий; засновано 13.07.1996)
- Монастир на честь ікони Божої Матері «Живоносне Джерело» в с. Масевичі (чоловічий; засновано 11.10.1998)
- Монастир на честь Іверської ікони Божої Матері в с. Глинне (жіночий)
- Монастир на честь Покрови Пресвятої Богородиці в с. Хотинь (чоловічий)
- Монастир на честь Покрови Пресвятої Богородиці в с. Великі Цепцевичі (чоловічий)
- Монастир на честь Різдва Іоанна Предтечі в с. Тутовичі (жіночий)

## Благочиння
Благочиння єпархії
- Березнівське благочиння
- Володимирецьке благочиння
- Дубровицьке благочиння
- Костопільське благочиння
- Кузнецовське благочиння
- Рокитнівське благочиння
- Сарненське благочиння